# Благовещенский монастырь (Нежин)
Благовещенский монастырь, или Богородичный Назарет, или Благовещенский Назарет-Богородицкий Красно-Островский монастырь — мужской монастырь Нежинской и Прилукской епархии Украинской православной церкви, расположенный в городе Нежине.

## Статус
Постановлением Совета Министров УССР от 24.08.1963 № 970 «Про упорядочение дела учёта и охраны памятников архитектуры на территории Украинской ССР» («Про впорядкування справи обліку та охорони пам'ятників архітектури на території Української РСР») присвоен статус памятник архитектуры республиканского значения с охранным № 830 Благовещенский собор (Благовещенский собор Благовещенского мужского монастыря).
Комплекс Благовещенского монастыря № 83-Чг также включает Петропавловскую церковь с колокольней № 83-Чг/2, игуменский корпус с трапезной № 84-Чг/3, кельи № 85-Чг/4, дом лавок № 86-Чг/5 — согласно Распоряжению Черниговской областной государственной администрации от 13.02.1998 № 69.

## История[1][3]
Монастырь был основан в 1716 году при церкви, строительство которой начал в 1702 году Стефан Яворский. Основателем монастыря был его брат протопоп Павел Яворский.
Обитель владела единственным храмом в честь Благовещения Пресвятой Богородицы, ставший памятником прошедшей во время его строительства Полтавской битвы. Однако к нему была приписана греческая Свято-Михайловская церковь в Нежине. Монахи Благовещенского монастыря направлялись в нее для жительства и служения.
Монастырь находился под архимандритским управлением. В 1884 году при нем было основано братство Божией Матери "Всех Скорбящих Радость".
Среди почитавшихся икон монастыря были Благовещенская, украшенная драгоценной ризой, и икона Успения Божией Матери, написанная в Риме в 1435 году.
После установления советской власти монастырь был закрыт и приспособлен под склады. Монашеское общежитие в нем было восстановлено в 1999 году.

## Известные насельники
С 1803 по 1823 годы настоятелем монастыря был архимандрит Виктор (Черняев).
Епископ Иеремия (Соловьёв) жил в Нежинском монастыре на покое в 1867 году.